# 2007年10月

## 10月31日
- 一名男孩供认：他玩火柴而引起了加利福尼亚的山火。BBC中文网（页面存档备份，存于）
- 西班牙反恐法庭对马德里“3·11”爆炸案做出宣判，28名被告中有21人被判定有罪。 新华网（页面存档备份，存于）
- 美国国务院负责公共外交和公共事务的副国务卿卡伦·休斯辞职。新华网（页面存档备份，存于）
- 俄罗斯萨马拉州陶里亚蒂市公交车上发生人为爆炸，共导致8死56伤。新浪网（页面存档备份，存于）

## 10月30日
- 国际足联宣布巴西获得2014年世界杯足球赛决赛阶段比赛的主办权，德国成为2011年女足世界杯承办国。东方网（页面存档备份，存于）东方网（页面存档备份，存于）

## 10月28日
- 阿根廷现任总统基什内尔的夫人克里斯蒂娜·费尔南德斯·德基什内尔宣布在总统选举中获胜。CNET 新华网

## 10月27日
- 苏丹政府与反政府派别关于达尔富尔问题的最后阶段和平谈判开始在利比亚苏尔特举行；同时，苏丹政府宣布单方面在达尔富尔地区停火。新华网1（页面存档备份，存于） 新华网2（页面存档备份，存于）

## 10月26日
- 2007年亞洲室內運動會在澳門開幕，國際奧委會主席羅格特意由北京到澳門出席，進行旋風式訪澳。
- 香港恒生指數突破30,000點收市。

## 10月25日
- 乌克兰最高行政法院宣布乌克兰国会选举的结果有效。新华网（页面存档备份，存于）
- 菲律宾总统格洛丽亚·阿罗约签署特赦令，赦免因盗窃国家财产罪而被判处终身监禁的前总统约瑟夫·埃斯特拉达。新华网（页面存档备份，存于）
- 新加坡航空首架空中巴士A380客机首航，由新加坡樟宜機場飛往悉尼京斯福特·史密斯機場，成为全球第一架投入商业运营的A380客机。CNA（页面存档备份，存于）Sydney Morning Herald（页面存档备份，存于）新华网（页面存档备份，存于）
- 美國遺傳學家、DNA雙螺旋結構的發現者之一詹姆斯·沃森從工作了43年的科爾德斯普林實驗室辭職退休，原因是由於先前所發表的爭議性種族言論。新華網（页面存档备份，存于）The New York Times（页面存档备份，存于）

## 10月24日
- 中国首颗绕月人造卫星嫦娥一号在西昌卫星发射中心搭乘长征三号甲运载火箭升空。新华网（页面存档备份，存于）
- 缅甸联邦国家和平与发展委员会任命登盛为新任总理，接替早前病逝的梭温。新华网（页面存档备份，存于）

## 10月23日
- 发现号航天飞机从佛罗里达州肯尼迪航天中心升空，飞往国际空间站。中国日报（页面存档备份，存于）
- 俄罗斯空军全面换装300架米-28N武装直升机。人民网（页面存档备份，存于）

## 10月22日
- 胡锦涛在中共十七届一中全会上当选为新一任的中国共产党中央委员会总书记，胡锦涛、吴邦国、温家宝、贾庆林、李长春、习近平、李克强、贺国强、周永康当选为中央政治局常委。新浪网（页面存档备份，存于）
- 中国香港选手傅家俊在英国阿伯丁获得2007年皇家伦敦斯诺克大奖赛冠军。新浪网（页面存档备份，存于）
- 波兰国家选举委员会公布的新一届议会选举初步结果显示，公民纲领党击败执政党法律与公正党赢得众议院和参议院的多数席位。华夏经纬网（页面存档备份，存于）新华网（页面存档备份，存于）
- 瑞士联邦议会國民院選舉開票結束，瑞士人民党獲得62席，維持了國民院最大黨的地位。讀賣新聞

## 10月21日
- 奇米·雷克南获得2007年世界一级方程式锦标赛年度总冠军。新浪网（页面存档备份，存于）
- 瑞士舉行議會上下兩院選舉。NHK 新浪（页面存档备份，存于）
- 波蘭舉行議會上下兩院選舉。CNN（页面存档备份，存于） 新华网（页面存档备份，存于）
- 中國共產黨第十七次全國代表大會閉幕。NHK[] 新华社（页面存档备份，存于）
- 土耳其部隊與越界進入土耳其的库尔德工人党游擊隊激戰 雙方44人喪生。中央廣播電台
- 美国加州大火失控，州长阿诺德·施瓦辛格宣布从圣巴巴拉至美墨边境以北的7个县进入紧急状态。新华网（页面存档备份，存于）

## 10月20日
- 2007年世界杯欖球賽決賽，南非隊以15-6擊敗英格蘭奪得冠軍。BBC Sport（页面存档备份，存于） 新华网（页面存档备份，存于）
- 缅甸的仰光和曼德勒两市取消因2007年緬甸反軍政府示威而采取的宵禁。CNN（页面存档备份，存于） 新华网 Archive.today的存檔，存档日期2013-04-28
- 伊朗首席核谈判代表拉里贾尼辞职。新华网（页面存档备份，存于） CNN（页面存档备份，存于）
- 前苏联总统戈尔巴乔夫创建俄罗斯“社会民主同盟”，其本人被推举为该组织领导人。21cn

## 10月19日
- 巴基斯坦发生针对前总理贝娜齐尔·布托的自杀式爆炸袭击，造成124人死亡，近400人受伤。新华网（页面存档备份，存于）
- 欧盟非正式首脑会议通过了欧盟新条约《里斯本条约》，从而结束了欧盟长达6年的制宪进程。新华网（页面存档备份，存于）

## 10月18日
- 中國一度封鎖美国網路公司的搜尋引擎。yam天空（页面存档备份，存于）

## 10月17日
- 2007年緬甸反軍政府示威：
  - 緬甸軍政府承認有近3000人被捕，500人仍被拘留。美聯社
  - 加拿大向緬甸民主運動領袖昂山素季授與榮譽公民榮譽。環球郵報
- 俄罗斯恢复生产图-160战略轰炸机。中新网（页面存档备份，存于）
- 英國外交部宣佈向聯合國提出申請，將其南極領土面積延伸一百萬平方公里，涵蓋英屬南極地區海床。自由時報文匯報（页面存档备份，存于）路透社[]BBC新聞（页面存档备份，存于）
- 美國國會舉行儀式，為西藏精神領袖達賴喇嘛頒授勛章，總統喬治布殊出席授勛儀式。星島自由電子報
- 美国国家反恐中心主任雷德辞职。新华网（页面存档备份，存于）
- 泰国皇家空军向瑞典订购12架JAS-39“鹰狮”战斗机。新华网（页面存档备份，存于）

## 10月16日
- 2007年緬甸反軍政府示威：
  - 日本宣布中止對緬援助。路透社（页面存档备份，存于）
- 新西蘭發生黎克特制6.7級地震，無人受傷。明報
- 越南共产党中央总书记农德孟访问朝鲜，為該黨最高領導人50年来首次。解放网[]
- 聯合國安全理事會五個非常任理事國產生：利比亞、越南、布基納法索、克羅地亞和哥斯大黎加。泰晤士報[] 新华网（页面存档备份，存于）
- 《传统医学国际标准名词术语》在世界卫生组织和国家中医药管理局联合召开的新闻发布会上颁布。新华网（页面存档备份，存于）
- 台灣台北市華光社區召開公展說明會

## 10月15日
- 2007年緬甸反軍政府示威：
  - 聯合國特使易卜拉西姆·甘巴里警告必須停止拘捕異見人士。路透社[]
- 中国共产党第十七次全国代表大会于北京市人民大会堂正式开幕。 人民网（页面存档备份，存于）新华网（页面存档备份，存于）
- 2007年诺贝尔经济学奖揭晓，里奥尼德·赫维克兹（Leonid Hurwicz）、埃克里·马斯金（Eric S. Maskin）和罗杰·梅尔森（Roger B. Myerson）三位美国学者获得此奖项。中国新闻网（页面存档备份，存于）
- 俄羅斯總統普京面對暗殺威脅，堅持訪問伊朗。法新社
- 中國共產黨第十七次全國代表大會

## 10月14日
- 澳洲總理約翰·霍華德宣布在11月24日舉行大選。澳洲廣播公司（页面存档备份，存于）
- 緬甸恢復部份互聯網服務，但英國廣播公司、有線電視新聞網絡、博客及異議人士等網站除外。美聯社

## 10月13日
- 2007年緬甸反軍政府示威：
  - 在聯合國特使易卜拉西姆·甘巴里離開緬甸後，數萬人參加在最大城市仰光舉行的集會，支持軍政府。美聯社（页面存档备份，存于）

## 10月12日
- 美国前副总统艾伯特·戈尔和政府間氣候變化專門委員會获得2007年诺贝尔和平奖。纽约时报 明镜（页面存档备份，存于） 新华网（页面存档备份，存于）
- 在教宗本篤十六世發表批判伊斯蘭教演說一周年之際，超過130名穆斯林學者向其與多位基督宗教領袖發出公開信，呼籲促進兩教間的了解。BBC（页面存档备份，存于）

## 10月11日
- 2007年世界夏季特殊奥林匹克运动会于中国上海市闭幕。新浪网（页面存档备份，存于）
- 英国女作家多丽丝·莱辛获得2007年诺贝尔文学奖。中国新闻网（页面存档备份，存于）
- 台灣總統陳水扁接任民進黨主席。自由時報
- 土耳其决定召回土驻美大使，以抗议美国众议院外交事务委员会10日通过的有关把土耳其奥斯曼帝国大批杀害亚美尼亚人认定为“种族屠杀”的议案。新华网（页面存档备份，存于）
- 中國政府估計，在未來十至十五年再有四百萬人因三峽工程要遷移他處。紐約時報（页面存档备份，存于）

## 10月10日
- 俄罗斯载人飞船载着3名宇航员飞向国际空间站，马来西亚外科医生谢赫·穆扎法尔·舒库尔成为该国首位进入太空的宇航员。新浪新闻（页面存档备份，存于）
- 德國科學家格哈德·埃特尔獲諾貝爾化學獎。中国新闻网（页面存档备份，存于）
- 台湾庆祝双十节，台北总统府外举行16年来首次大型阅兵仪式。BBC中文网（页面存档备份，存于）自由電子報

## 10月9日
- 法国科学家阿尔贝·费尔和德国科学家彼得·格林贝格共同获得2007年诺贝尔物理学奖。新华网（页面存档备份，存于）

## 10月8日
- 2007年诺贝尔生理学或医学奖揭晓，两名美国科学家马里奥·R·卡佩奇、奥利弗·史密斯和英国科学家马丁·J·伊文思获得此奖项。中国新闻网（页面存档备份，存于）
- 联合国教科文组织官员在丽江宣布，世界文化遗产丽江古城遗产保护民居修复项目荣获“联合国教科文组织亚太地区2007年遗产保护优秀奖”。新华网（页面存档备份，存于）
- 玻利维亚政府在该国北部的巴耶格兰德小镇举行盛大活动，隆重纪念拉美著名革命家切·格瓦拉牺牲40周年。新华网（页面存档备份，存于）

## 10月6日
- 巴基斯坦举行总统选举，现任总统佩尔韦兹·穆沙拉夫获得压倒性票数胜出。新浪网（页面存档备份，存于） 新华网（页面存档备份，存于）
- 英國首相白高敦宣布不會提前大選。BBC（页面存档备份，存于）

## 10月5日
- 美国短跑运动员马里恩·琼斯首次承认自己在2000年悉尼奥运会前服用了类固醇类兴奋剂，并宣布退役。新浪网（页面存档备份，存于）中国新闻网（页面存档备份，存于）
- 全日空448號班機在大阪伊丹機場疑因聽從航空管制指示降落錯誤跑道，差點與日本航空的飛機相撞。朝日新闻

## 10月4日
- 朝鲜最高领导人金正日和韩国总统卢武铉在朝韩首脑会晤中签署了《北南关系发展与和平繁荣宣言》。新华网（页面存档备份，存于）
- 2007年搞笑諾貝爾獎颁发。维基新闻

## 10月3日
- 10月3日至2007年11月1日台灣台北市華光社區公告公開展覽
- 南非约翰内斯堡以西的埃兰兹兰金矿发生重大事故，致使大约3200名矿工被困在井下约2200米深处。BBC（页面存档备份，存于） 新华网（页面存档备份，存于）
- 第六轮朝核六方会谈第二阶段会议在北京闭幕，会议制定并通过了《落实共同声明第二阶段行动》共同文件。新华网（页面存档备份，存于）

## 10月2日
- 2007年緬甸反軍政府示威：
  - 缅甸最高领导人、国家和平与发展委员会主席丹瑞大将在内比都会见联合国秘书长特使易卜拉西姆·甘巴里。衛報（页面存档备份，存于）
  - 聯合國人權委員會一致通過由歐盟草擬的、強烈譴責緬甸持續使用暴力鎮壓和平示威者，包括毆打；殺害、任意拘押和強制失蹤的議案。明報即時新聞
- 2007年世界夏季特殊奥林匹克运动会在上海举行。新浪网（页面存档备份，存于）新浪网2（页面存档备份，存于）
- 大韩民国總統盧武鉉經陸路訪問朝鲜民主主义人民共和国，將和朝鲜最高领导人金正日進行第二次朝韩首脑会晤。中國經濟網[]
- 巴基斯坦總統選舉前夕，前總理貝娜齊爾·布托獲特赦。另外情報部門主管基亞尼獲委任為陸軍副總參謀長。法新社[]洛杉磯時報（页面存档备份，存于）

## 10月1日
- 2007年緬甸反軍政府示威：
  - 4000多名被捕的僧侶將被送離最大城市仰光。BBC（页面存档备份，存于）
  - 根據一位變節的軍官表示，示威已經造成數千人死亡。外交界人士指出示威已經失敗。每日郵報
  - 總部設於奧斯陸的「緬甸民主之音」發放了據稱攝於周日仰光的片段，畫面可見一具身穿僧袍、遍體鱗傷的屍體伏屍河中。美聯社 （页面存档备份，存于）
- 泰国国家安全委员会主席颂提辞职。新浪网（页面存档备份，存于）
- 澳門過千輛電單車及遊行人士到街頭慢駛及2007年澳門十一遊行。雅虎香港
- 瑞銀（UBS）10月1日發表報告稱，受美國次級住房抵押貸款市場危機影響，銀行虧損額超過40億瑞士法郎（30.4億美元）。BBC 中文網 （页面存档备份，存于）
- 日本郵政公社实施民营化，分拆成控股公司日本邮政株式会社，及其旗下邮政事业公司、邮局公司、邮政储蓄银行、简易生命保险公司共五家公司。讀賣新聞中国新闻网（页面存档备份，存于）
- 烏克蘭國會選舉，由前總理季莫申科領導的季莫申科集團和總統尤先科領導的我們的烏克蘭暫時領先於亞努科維奇的地區黨和烏克蘭共產黨的聯盟。彭博烏克蘭中央選舉委員會
- 俄羅斯總統普京同意以聯合俄羅斯黨名義參加12月舉行的2007年俄羅斯國家杜馬選舉，並不排除任總理的可能性。BBC中文網（页面存档备份，存于）